# Liga de las Américas 2012
La Liga de las Américas 2012 fue la quinta edición del torneo, siendo el primero de clubes de baloncesto que abarca a todo el continente americano. Comenzó el 24 de febrero de 2012 y se extendió hasta el 29 de abril del mismo año con el mismo formato de la IV Edición, jugándose los fines de semana, entre viernes y domingo.
La Liga de las Américas, considerada la competencia de clubes más importante del continente, comenzó el 24 de febrero en Cancún, México. Todos los partidos de la Liga de las Américas se transmitieron a través de Fox Sports.
Se jugó en cuatro sedes. El cuadrangular del "Grupo A" (24 al 26 de febrero) en Cancún, México; el del "Grupo B" (2 al 4 de marzo) en La Guaira, Venezuela; el del "Grupo C" (9 al 11 de marzo) en Arecibo, Puerto Rico; y el del "Grupo D" (16 al 18 de marzo) en Bauru, Brasil.

## Formato
Con la participación de 16 equipos, la primera fase se jugó en cuatro cuadrangulares de cuatro equipos cada uno durante tres días, por el sistema de todos contra todos. Los dos mejores equipos de cada cuadrangular pasaron a la segunda ronda, y se dividieron en dos grupos de cuatro y jugaron ahora de la misma manera en dos cuadrangulares. 
Los dos mejores equipos de cada uno de los cuadrangulares semifinales, jugaron luego el cuadrangular final o "Final Four" de donde se obtuvo al campeón de la competencia.

## Plazas
| - México: 2 equipos. - Puerto Rico: 1 equipo. - República Dominicana: 1 equipo. |  | - Argentina: 4 equipos. - Brasil: 4 equipos. - Chile: 1 equipo. - Venezuela: 3 equipos. |

## Grupos
| Grupo A                   | Grupo B                | Grupo C                 | Grupo D           |
| ------------------------- | ---------------------- | ----------------------- | ----------------- |
| Franca Basquetebol Clube  | Bucaneros de La Guaira | Capitanes de Arecibo    | Bauru             |
| Fuerza Regia de Monterrey | Guaros de Lara         | Cocodrilos de Caracas   | Leones de Quilpué |
| La Unión de Formosa       | Obras Sanitarias       | Joinville               | Quimsa            |
| Pioneros de Quintana Roo  | Regatas Corrientes     | Leones de Santo Domingo | Brasília          |

## Ronda preliminar

### Grupo A
| Pos. | Equipo                     | Pts | PJ | PG | PP | PF  | PC  | Dif |
| ---- | -------------------------- | --- | -- | -- | -- | --- | --- | --- |
| 1.   | Pioneros de Quintana Roo x | 5   | 3  | 2  | 1  | 286 | 259 | 27  |
| 2.   | La Unión de Formosa x      | 5   | 3  | 2  | 1  | 284 | 244 | 40  |
| 3.   | Franca Basquetebol Clube   | 4   | 3  | 1  | 2  | 237 | 279 | -42 |
| 4.   | Fuerza Regia de Monterrey  | 4   | 3  | 1  | 2  | 248 | 273 | -25 |

- (x) -  Calificado a la siguiente ronda.

| 24 de febrero | Fuerza Regia de Monterrey             | 73–98                                 | La Unión de Formosa                   |                                                                         |  |
| 18:05         | Parciales: 13-22, 12-21, 25-32, 23-23 | Parciales: 13-22, 12-21, 25-32, 23-23 | Parciales: 13-22, 12-21, 25-32, 23-23 |                                                                         |  |
|               |                                       | Reporte                               |                                       | Pabellón: Poliforum Benito Juárez Cancún, México Televisión: Fox Sports |  |

| 24 de febrero | Pioneros de Quintana Roo             | 104–73                               | Franca Basquetebol Clube             |                                                                         |  |
| 20:15         | Parciales: 24-9, 24-19, 28-18, 28-27 | Parciales: 24-9, 24-19, 28-18, 28-27 | Parciales: 24-9, 24-19, 28-18, 28-27 |                                                                         |  |
|               |                                      | Reporte                              |                                      | Pabellón: Poliforum Benito Juárez Cancún, México Televisión: Fox Sports |  |

| 25 de febrero | La Unión de Formosa                   | 92–75                                 | Franca Basquetebol Clube              |                                                                         |  |
| 18:05         | Parciales: 17-19, 28-25, 26-14, 21-17 | Parciales: 17-19, 28-25, 26-14, 21-17 | Parciales: 17-19, 28-25, 26-14, 21-17 |                                                                         |  |
|               |                                       | Reporte                               |                                       | Pabellón: Poliforum Benito Juárez Cancún, México Televisión: Fox Sports |  |

| 25 de febrero | Fuerza Regia de Monterrey             | 92–86                                 | Pioneros de Quintana Roo              |                                                                         |  |
| 20:15         | Parciales: 22-25, 24-14, 14-25, 32-22 | Parciales: 22-25, 24-14, 14-25, 32-22 | Parciales: 22-25, 24-14, 14-25, 32-22 |                                                                         |  |
|               |                                       | Reporte                               |                                       | Pabellón: Poliforum Benito Juárez Cancún, México Televisión: Fox Sports |  |

| 26 de febrero | Franca Basquetebol Clube              | 89–83                                 | Fuerza Regia de Monterrey             |                                                                         |  |
| 18:05         | Parciales: 25-20, 23-21, 20-28, 21-14 | Parciales: 25-20, 23-21, 20-28, 21-14 | Parciales: 25-20, 23-21, 20-28, 21-14 |                                                                         |  |
|               |                                       | Reporte                               |                                       | Pabellón: Poliforum Benito Juárez Cancún, México Televisión: Fox Sports |  |

| 26 de febrero | Pioneros de Quintana Roo                           | 96–94                                              | La Unión de Formosa                                |                                                                         |  |
| 20:15         | Parciales: 16-25, 25-11, 23-22, 20-28 (T.E.: 12-8) | Parciales: 16-25, 25-11, 23-22, 20-28 (T.E.: 12-8) | Parciales: 16-25, 25-11, 23-22, 20-28 (T.E.: 12-8) |                                                                         |  |
|               |                                                    | Reporte                                            |                                                    | Pabellón: Poliforum Benito Juárez Cancún, México Televisión: Fox Sports |  |

### Grupo B
| Pos. | Equipo                   | Pts | PJ | PG | PP | PF  | PC  | Dif |
| ---- | ------------------------ | --- | -- | -- | -- | --- | --- | --- |
| 1.   | Obras Sanitarias x       | 6   | 3  | 3  | 0  | 242 | 203 | 39  |
| 2.   | Bucaneros de La Guaira x | 5   | 3  | 2  | 1  | 219 | 223 | -4  |
| 3.   | Regatas Corrientes       | 4   | 3  | 1  | 2  | 201 | 210 | -9  |
| 4.   | Guaros de Lara           | 3   | 3  | 0  | 3  | 198 | 224 | -26 |

- (x) -  Calificado a la siguiente ronda.

| 2 de marzo | Regatas Corrientes                    | 59–68                                 | Obras Sanitarias                      |                                                                              |  |
| 18:05      | Parciales: 20-23, 12-14, 14-18, 13-13 | Parciales: 20-23, 12-14, 14-18, 13-13 | Parciales: 20-23, 12-14, 14-18, 13-13 |                                                                              |  |
|            |                                       | Reporte                               |                                       | Pabellón: Domo José María Vargas La Guaira, Venezuela Televisión: Fox Sports |  |

| 2 de marzo | Bucaneros de La Guaira                | 74–57                                 | Guaros de Lara                        |                                                                              |  |
| 20:15      | Parciales: 12-14, 23-13, 19-14, 20-16 | Parciales: 12-14, 23-13, 19-14, 20-16 | Parciales: 12-14, 23-13, 19-14, 20-16 |                                                                              |  |
|            |                                       | Reporte                               |                                       | Pabellón: Domo José María Vargas La Guaira, Venezuela Televisión: Fox Sports |  |

| 3 de marzo | Guaros de Lara                        | 76–82                                 | Obras Sanitarias                      |                                                                              |  |
| 18:05      | Parciales: 16-19, 15-20, 20-21, 25-22 | Parciales: 16-19, 15-20, 20-21, 25-22 | Parciales: 16-19, 15-20, 20-21, 25-22 |                                                                              |  |
|            |                                       | Reporte                               |                                       | Pabellón: Domo José María Vargas La Guaira, Venezuela Televisión: Fox Sports |  |

| 3 de marzo | Regatas Corrientes                    | 74–77                                 | Bucaneros de La Guaira                |                                                                              |  |
| 20:15      | Parciales: 22-19, 13-19, 12-19, 27-20 | Parciales: 22-19, 13-19, 12-19, 27-20 | Parciales: 22-19, 13-19, 12-19, 27-20 |                                                                              |  |
|            |                                       | Reporte                               |                                       | Pabellón: Domo José María Vargas La Guaira, Venezuela Televisión: Fox Sports |  |

| 4 de marzo | Guaros de Lara                       | 65–68                                | Regatas Corrientes                   |                                                                              |  |
| 18:05      | Parciales: 10-17, 9-21, 23-13, 23-17 | Parciales: 10-17, 9-21, 23-13, 23-17 | Parciales: 10-17, 9-21, 23-13, 23-17 |                                                                              |  |
|            |                                      | Reporte                              |                                      | Pabellón: Domo José María Vargas La Guaira, Venezuela Televisión: Fox Sports |  |

| 4 de marzo | Bucaneros de La Guaira                | 68–92                                 | Obras Sanitarias                      |                                                                              |  |
| 20:15      | Parciales: 13-20, 14-18, 21-27, 20-27 | Parciales: 13-20, 14-18, 21-27, 20-27 | Parciales: 13-20, 14-18, 21-27, 20-27 |                                                                              |  |
|            |                                       | Reporte                               |                                       | Pabellón: Domo José María Vargas La Guaira, Venezuela Televisión: Fox Sports |  |

### Grupo C
| Pos. | Equipo                  | Pts | PJ | PG | PP | PF  | PC  | Dif |
| ---- | ----------------------- | --- | -- | -- | -- | --- | --- | --- |
| 1.   | Capitanes de Arecibo x  | 6   | 3  | 3  | 0  | 252 | 219 | 33  |
| 2.   | Cocodrilos de Caracas x | 5   | 3  | 2  | 1  | 238 | 247 | -9  |
| 3.   | Leones de Santo Domingo | 4   | 3  | 1  | 2  | 231 | 229 | 2   |
| 4.   | Joinville               | 3   | 3  | 0  | 3  | 217 | 243 | -26 |

- (x) -  Calificado a la siguiente ronda.

| 9 de marzo | Joinville                            | 66–74                                | Leones de Santo Domingo              |                                                                                      |  |
| 17:35      | Parciales: 17-9, 15-20, 18-21, 16-24 | Parciales: 17-9, 15-20, 18-21, 16-24 | Parciales: 17-9, 15-20, 18-21, 16-24 |                                                                                      |  |
|            |                                      | Reporte                              |                                      | Pabellón: Coliseo Manuel "Petaca" Iguina Arecibo, Puerto Rico Televisión: Fox Sports |  |

| 9 de marzo | Capitanes de Arecibo                 | 88–70                                | Cocodrilos de Caracas                |                                                                                      |  |
| 19:45      | Parciales: 26-8, 23-20, 21-24, 18-18 | Parciales: 26-8, 23-20, 21-24, 18-18 | Parciales: 26-8, 23-20, 21-24, 18-18 |                                                                                      |  |
|            |                                      | Reporte                              |                                      | Pabellón: Coliseo Manuel "Petaca" Iguina Arecibo, Puerto Rico Televisión: Fox Sports |  |

| 10 de marzo | Cocodrilos de Caracas                 | 90–85                                 | Joinville                             |                                                                                      |  |
| 17:35       | Parciales: 24-20, 26-17, 21-22, 19-26 | Parciales: 24-20, 26-17, 21-22, 19-26 | Parciales: 24-20, 26-17, 21-22, 19-26 |                                                                                      |  |
|             |                                       | Reporte                               |                                       | Pabellón: Coliseo Manuel "Petaca" Iguina Arecibo, Puerto Rico Televisión: Fox Sports |  |

| 10 de marzo | Leones de Santo Domingo                             | 83–85                                               | Capitanes de Arecibo                                |                                                                                      |  |
| 19:45       | Parciales: 16-13, 19-17, 21-26, 14-15 (T.E.: 13-14) | Parciales: 16-13, 19-17, 21-26, 14-15 (T.E.: 13-14) | Parciales: 16-13, 19-17, 21-26, 14-15 (T.E.: 13-14) |                                                                                      |  |
|             |                                                     | Reporte                                             |                                                     | Pabellón: Coliseo Manuel "Petaca" Iguina Arecibo, Puerto Rico Televisión: Fox Sports |  |

| 11 de marzo | Cocodrilos de Caracas                 | 78–74                                 | Leones de Santo Domingo               |                                                                                      |  |
| 18:00       | Parciales: 18-14, 19-20, 19-13, 22-27 | Parciales: 18-14, 19-20, 19-13, 22-27 | Parciales: 18-14, 19-20, 19-13, 22-27 |                                                                                      |  |
|             |                                       | Reporte                               |                                       | Pabellón: Coliseo Manuel "Petaca" Iguina Arecibo, Puerto Rico Televisión: Fox Sports |  |

| 11 de marzo | Capitanes de Arecibo                | 79–66                               | Joinville                           |                                                                                      |  |
| 20:15       | Parciales: 36-27, 0-0, 28-22, 15-17 | Parciales: 36-27, 0-0, 28-22, 15-17 | Parciales: 36-27, 0-0, 28-22, 15-17 |                                                                                      |  |
|             |                                     | Reporte                             |                                     | Pabellón: Coliseo Manuel "Petaca" Iguina Arecibo, Puerto Rico Televisión: Fox Sports |  |

### Grupo D
| Pos. | Equipo            | Pts | PJ | PG | PP | PF  | PC  | Dif |
| ---- | ----------------- | --- | -- | -- | -- | --- | --- | --- |
| 1.   | Brasília x        | 6   | 3  | 3  | 0  | 284 | 234 | 50  |
| 2.   | Bauru x           | 5   | 3  | 2  | 1  | 257 | 228 | 29  |
| 3.   | Quimsa            | 4   | 3  | 1  | 2  | 254 | 267 | -13 |
| 4.   | Leones de Quilpué | 3   | 3  | 0  | 3  | 191 | 257 | -66 |

- (x) -  Calificado a la siguiente ronda.

| 16 de marzo | Quimsa                                                    | 99–108                                                    | Brasília                                                  |                                                                          |  |
| 18:05       | Parciales: 19-23, 19-18, 21-25, 21-14 (T.E.: 12-12, 7-16) | Parciales: 19-23, 19-18, 21-25, 21-14 (T.E.: 12-12, 7-16) | Parciales: 19-23, 19-18, 21-25, 21-14 (T.E.: 12-12, 7-16) |                                                                          |  |
|             |                                                           | Reporte                                                   |                                                           | Pabellón: Ginásio Panela de Pressão Bauru, Brasil Televisión: Fox Sports |  |

| 16 de marzo | Bauru                                 | 94–60                                 | Leones de Quilpué                     |                                                                          |  |
| 20:15       | Parciales: 25-12, 26-12, 24-18, 19-18 | Parciales: 25-12, 26-12, 24-18, 19-18 | Parciales: 25-12, 26-12, 24-18, 19-18 |                                                                          |  |
|             |                                       | Reporte                               |                                       | Pabellón: Ginásio Panela de Pressão Bauru, Brasil Televisión: Fox Sports |  |

| 17 de marzo | Leones de Quilpué                     | 70–72                                 | Quimsa                                |                                                                          |  |
| 18:05       | Parciales: 17-20, 17-17, 17-23, 19-12 | Parciales: 17-20, 17-17, 17-23, 19-12 | Parciales: 17-20, 17-17, 17-23, 19-12 |                                                                          |  |
|             |                                       | Reporte                               |                                       | Pabellón: Ginásio Panela de Pressão Bauru, Brasil Televisión: Fox Sports |  |

| 17 de marzo | Brasília                              | 85–74                                 | Bauru                                 |                                                                          |  |
| 20:15       | Parciales: 17-25, 24-16, 21-16, 23-17 | Parciales: 17-25, 24-16, 21-16, 23-17 | Parciales: 17-25, 24-16, 21-16, 23-17 |                                                                          |  |
|             |                                       | Reporte                               |                                       | Pabellón: Ginásio Panela de Pressão Bauru, Brasil Televisión: Fox Sports |  |

| 18 de marzo | Leones de Quilpué                     | 61–91                                 | Brasília                              |                                                                          |  |
| 18:05       | Parciales: 17-24, 11-22, 14-27, 19-18 | Parciales: 17-24, 11-22, 14-27, 19-18 | Parciales: 17-24, 11-22, 14-27, 19-18 |                                                                          |  |
|             |                                       | Reporte                               |                                       | Pabellón: Ginásio Panela de Pressão Bauru, Brasil Televisión: Fox Sports |  |

| 18 de marzo | Bauru                                 | 89–83                                 | Quimsa                                |                                                                          |  |
| 20:15       | Parciales: 24-21, 19-21, 21-24, 25-17 | Parciales: 24-21, 19-21, 21-24, 25-17 | Parciales: 24-21, 19-21, 21-24, 25-17 |                                                                          |  |
|             |                                       | Reporte                               |                                       | Pabellón: Ginásio Panela de Pressão Bauru, Brasil Televisión: Fox Sports |  |

## Semifinales
El Grupo E se jugó el 30 de marzo, 31 de marzo y 1 de abril en la ciudad de Cancún, México, casa de los Pioneros de Quintana Roo; y el Grupo F en la ciudad de Caracas, Venezuela, los días 13, 14 y 15 de abril en la cancha de los Cocodrilos de Caracas de esa ciudad. Luego de decidir las canchas se definió la composición de ambos grupos.

### Grupos
| Grupo E                  | Grupo F               |
| ------------------------ | --------------------- |
| Bauru                    | Capitanes de Arecibo  |
| Bucaneros de La Guaira   | Cocodrilos de Caracas |
| Obras Sanitarias         | La Unión de Formosa   |
| Pioneros de Quintana Roo | Brasília              |

#### Grupo E
| Pos. | Equipo                     | Pts | PJ | PG | PP | PF  | PC  | Dif |
| ---- | -------------------------- | --- | -- | -- | -- | --- | --- | --- |
| 1.   | Obras Sanitarias x         | 6   | 3  | 3  | 0  | 259 | 192 | 67  |
| 2.   | Pioneros de Quintana Roo x | 5   | 3  | 2  | 1  | 238 | 233 | 5   |
| 3.   | Bauru                      | 4   | 3  | 1  | 2  | 189 | 227 | -38 |
| 4.   | Bucaneros de La Guaira     | 3   | 3  | 0  | 3  | 239 | 273 | -34 |

- (x) -  Calificado al Final Four.

| 30 de marzo | Bauru                               | 38–74                               | Obras Sanitarias                    |                                                                         |  |
| 18:00       | Parciales: 14-23, 10-15, 6-17, 8-19 | Parciales: 14-23, 10-15, 6-17, 8-19 | Parciales: 14-23, 10-15, 6-17, 8-19 |                                                                         |  |
|             |                                     | Reporte                             |                                     | Pabellón: Poliforum Benito Juárez Cancún, México Televisión: Fox Sports |  |

| 30 de marzo | Pioneros de Quintana Roo              | 89–81                                 | Bucaneros de La Guaira                |                                                                         |  |
| 20:10       | Parciales: 17-19, 15-18, 22-19, 35-25 | Parciales: 17-19, 15-18, 22-19, 35-25 | Parciales: 17-19, 15-18, 22-19, 35-25 |                                                                         |  |
|             |                                       | Reporte                               |                                       | Pabellón: Poliforum Benito Juárez Cancún, México Televisión: Fox Sports |  |

| 31 de marzo | Obras Sanitarias                      | 101–78                                | Bucaneros de La Guaira                |                                                                         |  |
| 18:00       | Parciales: 21-20, 32-22, 22-19, 26-17 | Parciales: 21-20, 32-22, 22-19, 26-17 | Parciales: 21-20, 32-22, 22-19, 26-17 |                                                                         |  |
|             |                                       | Reporte                               |                                       | Pabellón: Poliforum Benito Juárez Cancún, México Televisión: Fox Sports |  |

| 31 de marzo | Bauru                                 | 68–73                                 | Pioneros de Quintana Roo              |                                                                         |  |
| 20:10       | Parciales: 15-17, 18-14, 16-18, 19-24 | Parciales: 15-17, 18-14, 16-18, 19-24 | Parciales: 15-17, 18-14, 16-18, 19-24 |                                                                         |  |
|             |                                       | Reporte                               |                                       | Pabellón: Poliforum Benito Juárez Cancún, México Televisión: Fox Sports |  |

| 1 de abril | Bucaneros de La Guaira                | 80–83                                 | Bauru                                 |                                                                         |  |
| 19:00      | Parciales: 21-18, 14-14, 20-26, 25-25 | Parciales: 21-18, 14-14, 20-26, 25-25 | Parciales: 21-18, 14-14, 20-26, 25-25 |                                                                         |  |
|            |                                       | Reporte                               |                                       | Pabellón: Poliforum Benito Juárez Cancún, México Televisión: Fox Sports |  |

| 1 de abril | Pioneros de Quintana Roo              | 76–84                                 | Obras Sanitarias                      |                                                                         |  |
| 21:10      | Parciales: 22-19, 19-18, 16-23, 19-24 | Parciales: 22-19, 19-18, 16-23, 19-24 | Parciales: 22-19, 19-18, 16-23, 19-24 |                                                                         |  |
|            |                                       | Reporte                               |                                       | Pabellón: Poliforum Benito Juárez Cancún, México Televisión: Fox Sports |  |

#### Grupo F
| Pos. | Equipo                | Pts | PJ | PG | PP | PF  | PC  | Dif |
| ---- | --------------------- | --- | -- | -- | -- | --- | --- | --- |
| 1.   | La Unión de Formosa x | 5   | 3  | 2  | 1  | 260 | 232 | 28  |
| 2.   | Brasília x            | 5   | 3  | 2  | 1  | 226 | 245 | -19 |
| 3.   | Cocodrilos de Caracas | 4   | 3  | 1  | 2  | 266 | 276 | -10 |
| 4.   | Capitanes de Arecibo  | 4   | 3  | 1  | 2  | 240 | 239 | 1   |

- (x) -  Calificado al Final Four.

| 13 de abril | La Unión de Formosa                  | 68–72                                | Capitanes de Arecibo                 |                                                                            |  |
| 17:00       | Parciales: 20-17, 22-20, 17-21, 9-14 | Parciales: 20-17, 22-20, 17-21, 9-14 | Parciales: 20-17, 22-20, 17-21, 9-14 |                                                                            |  |
|             |                                      | Reporte                              |                                      | Pabellón: Gimnasio José Beracasa Caracas, Venezuela Televisión: Fox Sports |  |

| 13 de abril | Cocodrilos de Caracas                 | 80–81                                 | Brasília                              |                                                                            |  |
| 19:10       | Parciales: 21-27, 22-15, 17-13, 20-26 | Parciales: 21-27, 22-15, 17-13, 20-26 | Parciales: 21-27, 22-15, 17-13, 20-26 |                                                                            |  |
|             |                                       | Reporte                               |                                       | Pabellón: Gimnasio José Beracasa Caracas, Venezuela Televisión: Fox Sports |  |

| 14 de abril | La Unión de Formosa                   | 93–71                                 | Brasília                              |                                                                            |  |
| 16:30       | Parciales: 15-11, 32-15, 22-26, 24-19 | Parciales: 15-11, 32-15, 22-26, 24-19 | Parciales: 15-11, 32-15, 22-26, 24-19 |                                                                            |  |
|             |                                       | Reporte                               |                                       | Pabellón: Gimnasio José Beracasa Caracas, Venezuela Televisión: Fox Sports |  |

| 14 de abril | Capitanes de Arecibo                                     | 96–97                                                    | Cocodrilos de Caracas                                    |                                                                            |  |
| 18:40       | Parciales: 12-27, 18-19, 23-18, 24-13 (T.E.: 8-8, 11-12) | Parciales: 12-27, 18-19, 23-18, 24-13 (T.E.: 8-8, 11-12) | Parciales: 12-27, 18-19, 23-18, 24-13 (T.E.: 8-8, 11-12) |                                                                            |  |
|             |                                                          | Reporte                                                  |                                                          | Pabellón: Gimnasio José Beracasa Caracas, Venezuela Televisión: Fox Sports |  |

| 15 de abril | Capitanes de Arecibo                  | 72–74                                 | Brasília                              |                                                                            |  |
| 16:30       | Parciales: 21-20, 11-13, 13-22, 27-19 | Parciales: 21-20, 11-13, 13-22, 27-19 | Parciales: 21-20, 11-13, 13-22, 27-19 |                                                                            |  |
|             |                                       | Reporte                               |                                       | Pabellón: Gimnasio José Beracasa Caracas, Venezuela Televisión: Fox Sports |  |

| 15 de abril | Cocodrilos de Caracas                 | 89–99                                 | La Unión de Formosa                   |                                                                            |  |
| 18:40       | Parciales: 20-25, 22-27, 19-21, 28-26 | Parciales: 20-25, 22-27, 19-21, 28-26 | Parciales: 20-25, 22-27, 19-21, 28-26 |                                                                            |  |
|             |                                       | Reporte                               |                                       | Pabellón: Gimnasio José Beracasa Caracas, Venezuela Televisión: Fox Sports |  |

## Final Four
Esta etapa final concentró a los dos mejores de los 2 cuadrangulares que integraron la fase semifinal de esta edición del torneo. La sede donde se llevó a cabo el Final Four fue escogida entre las sedes de los 4 equipos finalistas. Tras un período de licitación, finalmente fue la ciudad de Formosa, Argentina la seleccionada como sede del Final Four de la Liga de las Américas.
El campeón de esta edición fue Pioneros de Quintana Roo de México, que ganó dos partidos en esta instancia, y que se coronó por el criterio de "dominio" ante la La Unión de Formosa, a la cual derrotó en la jornada inaugural.
Pioneros es el primer club norteamericano en ganar el Campeonato de La Liga de las Américas (los primeros 4 fueron de Sudamérica).
El MVP del Final Four fue Chris Hernández, de Pioneros, quien en el cotejo final ante Obras Sanitarias convirtió 14 puntos, tomó 2 rebotes y dio 4 asistencias.
| Pos. | Equipo                   | Pts | PJ | PG | PP | PF  | PC  | Dif |
| ---- | ------------------------ | --- | -- | -- | -- | --- | --- | --- |
| 1.   | Pioneros de Quintana Roo | 5   | 3  | 2  | 1  | 248 | 223 | 25  |
| 2.   | La Unión de Formosa      | 5   | 3  | 2  | 1  | 249 | 246 | 3   |
| 3.   | Obras Sanitarias         | 4   | 3  | 1  | 2  | 225 | 229 | -4  |
| 4.   | Brasília                 | 4   | 3  | 1  | 2  | 222 | 246 | -24 |

| 27 de abril | Obras Sanitarias                      | 73–63                                 | Brasília                              |                                                                            |  |
| 20:00       | Parciales: 13-18, 15-11, 26-20, 19-14 | Parciales: 13-18, 15-11, 26-20, 19-14 | Parciales: 13-18, 15-11, 26-20, 19-14 |                                                                            |  |
|             |                                       | Reporte                               |                                       | Pabellón: Estadio Cincuentenario Formosa, Argentina Televisión: Fox Sports |  |

| 27 de abril | La Unión de Formosa                  | 70–88                                | Pioneros de Quintana Roo             |                                                                            |  |
| 22:10       | Parciales: 9-22, 21-18, 18-26, 22-22 | Parciales: 9-22, 21-18, 18-26, 22-22 | Parciales: 9-22, 21-18, 18-26, 22-22 |                                                                            |  |
|             |                                      | Reporte                              |                                      | Pabellón: Estadio Cincuentenario Formosa, Argentina Televisión: Fox Sports |  |

| 28 de abril | Brasília                              | 74–73                                 | Pioneros de Quintana Roo              |                                                                            |  |
| 20:00       | Parciales: 11-16, 18-19, 31-17, 14-21 | Parciales: 11-16, 18-19, 31-17, 14-21 | Parciales: 11-16, 18-19, 31-17, 14-21 |                                                                            |  |
|             |                                       | Reporte                               |                                       | Pabellón: Estadio Cincuentenario Formosa, Argentina Televisión: Fox Sports |  |

| 28 de abril | Obras Sanitarias                      | 73–79                                 | La Unión de Formosa                   |                                                                            |  |
| 22:10       | Parciales: 18-15, 17-23, 22-27, 16-14 | Parciales: 18-15, 17-23, 22-27, 16-14 | Parciales: 18-15, 17-23, 22-27, 16-14 |                                                                            |  |
|             |                                       | Reporte                               |                                       | Pabellón: Estadio Cincuentenario Formosa, Argentina Televisión: Fox Sports |  |

| 29 de abril | Pioneros de Quintana Roo              | 87–79                                 | Obras Sanitarias                      |                                                                            |  |
| 20:00       | Parciales: 26-17, 17-24, 24-23, 20-15 | Parciales: 26-17, 17-24, 24-23, 20-15 | Parciales: 26-17, 17-24, 24-23, 20-15 |                                                                            |  |
|             |                                       | Reporte                               |                                       | Pabellón: Estadio Cincuentenario Formosa, Argentina Televisión: Fox Sports |  |

| 29 de abril | La Unión de Formosa                   | 100–85                                | UniCEUB/BRB                           |                                                                            |  |
| 22:10       | Parciales: 26-28, 28-16, 24-23, 22-18 | Parciales: 26-28, 28-16, 24-23, 22-18 | Parciales: 26-28, 28-16, 24-23, 22-18 |                                                                            |  |
|             |                                       | Reporte                               |                                       | Pabellón: Estadio Cincuentenario Formosa, Argentina Televisión: Fox Sports |  |

Pioneros de Quintana Roo

Campeón

Primer título

## Líderes individuales
A continuación se muestran los líderes individuales de la Liga de las Américas 2012:
| Categoría         | Jugador                        | Equipo                   | Media | Partidos | Total |
| ----------------- | ------------------------------ | ------------------------ | ----- | -------- | ----- |
| Puntos            | Dartona Lavelle Washam         | Obras Sanitarias         | 19.6  | 8        | 157   |
| Rebotes           | Gregory Devon Lewis            | La Unión de Formosa      | 8.7   | 9        | 78    |
| Asistencias       | Welington Reginaldo Dos Santos | Brasília                 | 5.9   | 8        | 47    |
| Tapones           | Alirio Alvez De Souza          | Brasília                 | 1.4   | 9        | 13    |
| Robos             | Alexis Andrés Elsener          | Obras Sanitarias         | 2.1   | 9        | 19    |
| % de tiros libres | Chris Hernández                | Pioneros de Quintana Roo | 96.2% | 9        | 25/26 |
| % de tiros de 3   | Ramiro Alejo Montes Cardozo    | Regatas Corrientes       | 62.5% | 3        | 10/16 |
| Tiros libres      | Juan Pedro Gutiérrez           | Obras Sanitarias         | 4.6   | 9        | 41    |
| Tiros de 3        | Elías Ayuso                    | Capitanes de Arecibo     | 4.0   | 6        | 24    |